# Rodrigo de Rato y Figaredo

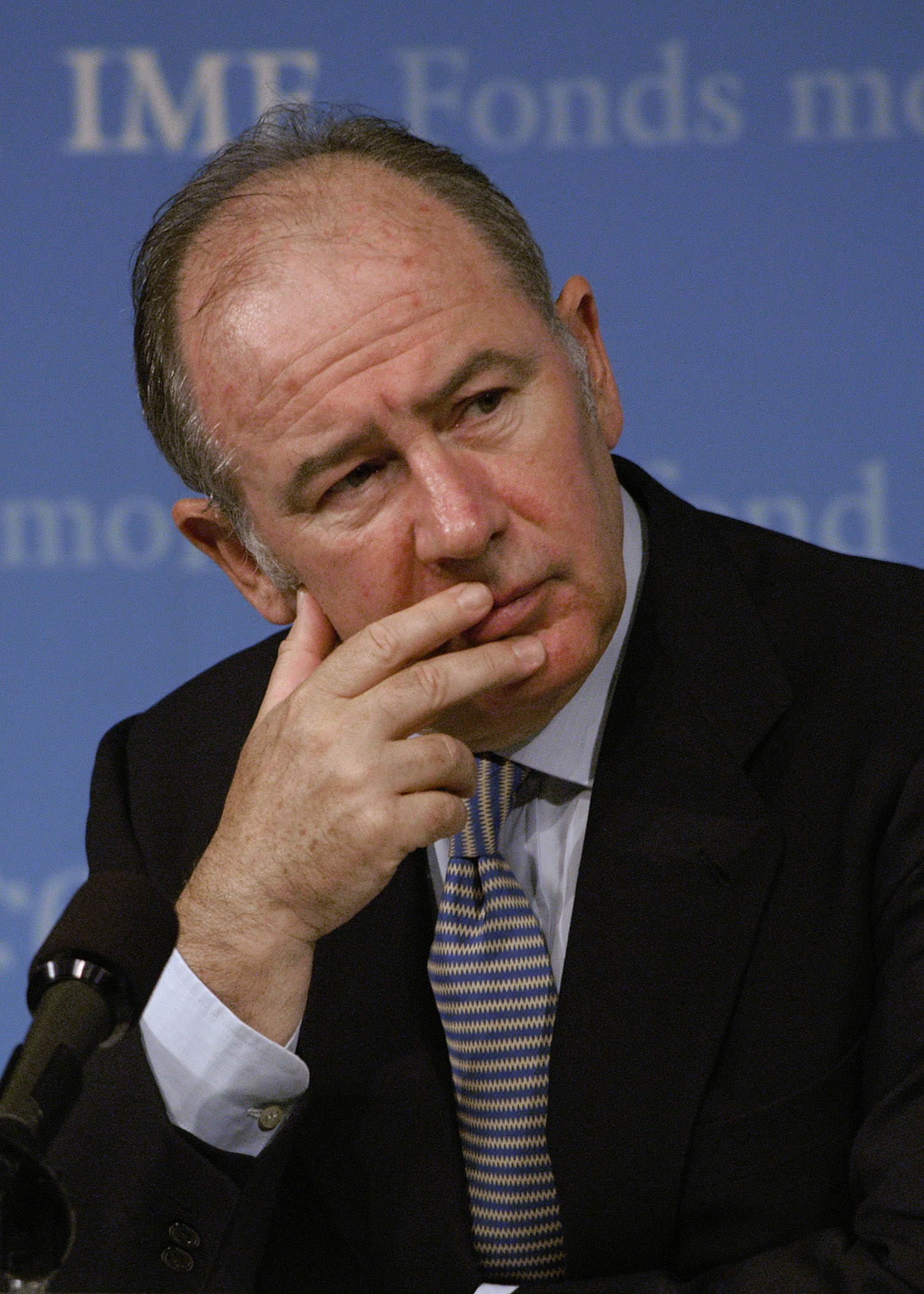
Rodrigo de Rato y Figaredo in 2004

Rodrigo de Rato y Figaredo (Madrid, 18 maart 1949) was een Spaans minister van Economische Zaken en vicepresident namens de Partido Popular (PP) tussen 1996 en 2004. Hij werd benoemd tot directeur van het Internationaal Monetair Fonds (IMF) op 4 mei 2004. Hij startte effectief in deze functie op 7 juni 2004. Op 1 november 2007 werd hij in deze functie opgevolgd door Dominique Strauss-Kahn. Op 23 februari 2017 is hij veroordeeld tot vier jaar gevangenis voor oneigenlijke toe-eigening in de zaak tarjetas black. Er lopen nog andere rechtszaken tegen hem, onder anderen voor fraude en corruptie. 

## Politicus
Hij werd geboren in Madrid, uit een rijke familie in de textiel in Asturië. Hij is de achterkleinzoon van Faustino Rodríguez-San Pedro. Zijn vader was Ramón Rato. Hij ging naar een Jezuïetenschool, en ging daarna rechten studeren aan de Complutense Universiteit van Madrid. In 1967 kregen zijn vader, zijn broer Ramón Rato Figaredo en zijn oom allen gevangenisstraffen en hoge boetes voor het bezitten van verborgen kapitaal in Zwitserland. In 1971 ging hij naar de Universiteit van Californië - Berkeley, waar hij een MBA behaalde in 1974.
In 1975 werd hij actief binnen het familiebedrijf, eerst in Fuensanta, een Asturisch mineraalwaterbedrijf, en daarna in twee bouwbedrijven in Madrid. Hij raakte ook betrokken bij de uitbreiding van de Cadena Rato keten van radiostations. In 1977 sloot hij zich aan bij de zojuist opgerichte Alianza Popular (AP), een partij met onder meer ex-ministers van Franco, opgericht door Manuel Fraga, een persoonlijke vriend van zijn vader. In december 1979 werd hij gekozen in het nationaal uitvoerend bureau van de AP, en werd secretaris van AP's economische commissie; in februari 1981 werd hij een van de vijf secretarissen-generaal van de partij, en werd beschouwd als de economische expert. Hij was voorstander van scherpe controle op overheidsuitgaven, en legde de nadruk op de aanbodzijde van de economie.
In oktober 1982 werd hij gekozen tot AP-lid van de Cortes Generales voor Cádiz hoewel hij geen binding had met deze Andalusische stad. De verkiezing betekende een klap voor de AP, en de start van een lange regeringsperiode van de Spaanse Socialistische Arbeiderspartij, PSOE, en Felipe González. Tot 1984 was hij de secretaris van de parlementsfractie. Toen werd hij hun woordvoerder voor economische aangelegenheden, en maakte indruk binnen de partij met zijn aanvallen op de economische politiek van de PSOE. Hij maakte deel uit van de liberale vleugel van de partij. Toen Fraga zijn leiderschap neerlegde in december 1986 koos Rato ervoor om Miguel Herrero y Rodríguez te steunen, die de race om het leiderschap verloor van Antonio Hernández Mancha, maar zijn positie binnen de partij behield. In deze jaren zette hij zijn zakelijke carrière voort, en werd president van Fuensanta.
In juni 1989 werd Fraga opnieuw interim-president na het door velen erkende falen van het leiderschap van Hernández Mancha. De partij werd de, iets bredere, Partido Popular (PP). Rato kreeg de gedeelde verantwoordelijkheid voor de verkiezingen, samen met Francisco Álvarez-Cascos Fernández, de nieuwe secretaris-generaal van de partij. Hij werd een aanhanger van José María Aznar, die op 4 september werd gekozen als de nieuwe leider van de PP. Op 29 oktober verloor de PP de verkiezingen, maar zijn rol in de campagne gaf hem nationale bekendheid. Later werd hij aangesteld als partij-woordvoerder. Op 2 april 1990 verkocht zijn vader het familie-aandeel in Cadena Rato voor 5000 miljoen pesetas. In juni 1991 legde hij zijn functie als president van Fuensanta neer, maar bleef lid van de directie tot 1993. Op 6 juni van dat jaar verloor de PP opnieuw de nationale verkiezingen van de PSOE. Tijdens het twaalfde nationale congres in januari 1996 werd hij aangesteld als een van de drie vicesecretarissen van de partij.

## Minister van Economische Zaken
Op 3 maart 1996 won de PP de nationale verkiezingen. Op 4 mei werd Aznar president van de Spaanse regering, en op 6 mei werd Rato zowel tweede vicepresident als minister van Economische Zaken, waaronder ook handel en toerisme vielen. Op 12 maart 2000 won de PP opnieuw, deze keer een absolute meerderheid behalend. Zijn ministerie werd gereorganiseerd, en hij gaf zijn verantwoordelijkheden over aan Cristóbal Montoro Romero die minister van Financiën werd. Tijdens zijn tweede termijn moest hij zich verweren tegen diverse aanklachten wegens onverenigbaarheid van zijn publieke ambt en zijn zakelijke privébelangen.

## Directeur van het IMF
Hij werd managing director van het IMF op 7 juni 2004, als opvolger van Horst Köhler. Hij bleef directeur tot 2007 en werd opgevolgd door Dominique Strauss-Kahn.

## Bankia
In 2010 werd in Spanje de bank Bankia opgericht, een fusie van zeven regionale spaarbanken: Caja Madrid, Bancaja, La Caja de Canarias, Caja de Ávila, Caixa Laietana, Caja Segovia en Caja Rioja. Bankia werd opgericht tijdens de financiële en vastgoedcrisis die in Spanje heerste sinds 2008. Rodrigo de Rato kreeg de hoogste functie binnen deze instelling en bleef op post tot mei 2012. Voorheen was hij directeur bij Caja Madrid, de grootste deelnemer in Bankia.

## Arrestatie
Op 17 februari 2015 kondigde de directeur-generaal van de Spaanse belastingdienst onderzoek aan naar 705 belastingbetalers die een beroep hadden gedaan op de fiscale amnestie die was mogelijk gemaakt door de regering van Mariano Rajoy in het jaar 2012.
Naar aanleiding van dit onderzoek kondigde op 16 april 2015 de officier van justitie een onderzoek aan van Rodrigo Rato voor vermeende fraude, het achterhouden van bedrijfsactiva en witwassen.
De rechtbank van Madrid heeft daarna opdracht gegeven tot doorzoeking van zijn huis in Madrid. Drie uur na het begin van deze doorzoeking werd Rodrigo Rato gearresteerd door de gerechtspolitie. Hij werd later vrijgelaten.

## Panama Papers
Op 18 april 2016 verscheen zijn naam in de Panama Papers. Hij zou er via twee  offshores ten minste 3,6 miljoen € bezitten en is belastingen verschuldigd aan zowel de Spaanse als de Panamese overheid.